# 石井久雄
石井　久雄（いしい ひさお）は、アームレスリングの選手、経営者。エー・アイスタッフ株式会社代表取締役。

## 経歴
1999年、WAF世界アームレスリング大会に日本代表として出場し、マスターズ80キロ級ライトハンド部門で2位、レフトハンド部門で3位に入賞した。2005年にも、第26回世界アームレスリング大会に出場し、マスターズ95キロ級ライトハンド部門で2位という好成績を収めた。
2003年、エー・アイスタッフ株式会社を設立し、スポーツクラブの施設内に併設された整体・マッサージ店の運営を始める。2007年にはエステサロン「Teana（2007年）」を立ち上げ、自然療法に基づいたエステを提供している。